# Jimmy Murphy
James Anthony "Jimmy" Murphy, född den 7 september 1894 i Worcester i Massachusetts, död den 15 september 1924 i Syracuse i delstaten New York, var en amerikansk racerförare.

## Racingkarriär
Murphy började som en så kallad "riding mechanic", en mekaniker som följde med en tävlingsförare, och kunde laga bilen i bästa möjliga mån om den fick stopp på banan. Han blev sedan förare själv, och kom att bli en av det tidiga "gyllene" tjugotalets största stjärnor, med vinsten i Indianapolis 500 1922 som karriärens höjdpunkt. Samma år blev han den förste som kom över 100 mph-gränsen över ett varv på Indianapolis Motor Speedway. Murphy befäste sin stjärnstatus genom att ta hand om titeln i det nationella mästerskapet just 1922, efter att ha vunnit ytterligare sex tävlingar ingående i mästerskapet. Murphys stjärnstatus eskalerade ytterligare, genom att först sluta tvåa i mästerskapet 1923, och sedan ta pole position för Indy 500 året därpå. Han lyckades dock inte ta sin andra seger i tävlingen, utan fick nöja sig med en andra tredje plats i rad. Murphy hade sedan en jämn och stabil säsong, som tog honom till en andra nationell titel 1924, vilken dock togs postumt, då Murphy förolyckades i Syracuse i september, vilket avslutade livet för en av amerikansk racings största stjärnor under epoken.